# Yavuz-klassen
Yavuz-klassen er en fregatklasse på fire enheder bygget til Türk Deniz Kuvvetleri. Skibene blev designet i Tyskland og er en del af MEKO-familien. To af skibene blev bygget i Tyskland, de andre to i Tyrkiet.

## Skibe i klassen
| Pnt. | Navn       | Kølen lagt     | Søsat            | Indgået           | Skæbne   | Kaldesignal |
| ---- | ---------- | -------------- | ---------------- | ----------------- | -------- | ----------- |
| F240 | Yavuz      | 30. maj 1985   | 7. november 1985 | 17. juli 1987     | Operativ | TBKS        |
| F241 | Turgutreis | 20. maj 1985   | 30. maj 1986     | 4. februar 1988   | Operativ | TBJM        |
| F242 | Fatih      | 1. januar 1986 | 24. april 1987   | 28. august 1988   | Operativ | TBWU        |
| F243 | Yıldırım   | 24. april 1987 | 22. juli 1988    | 17. november 1989 | Operativ | TBUP        |